# بيجي فاليسكا
بيجي فاليسكا (بالألمانية: Peggy Waleska) هي مجدفة ألمانية ولدت في يوم 11 أبريل 1980 في بلدة بيرنا في ألمانيا الشرقية. أبرز انجازاتها هو فوزها بالميدالية الفضية في دورة الألعاب الأولمبية الصيفية 2004 في أثينا. كما فازت بأربعة ميداليات في بطولة العالم منها ميداليتين ذهبيتين.